# Kosmos 2481
Kosmos 2481, ruski vojni komunikacijski satelit iz programa Kosmos. Vrste je Strijela-3 (br. 157 L).
Lansiran je 28. srpnja 2012. godine s kozmodroma Pljesecka u Rusiji. Lansiran je u nisku orbitu oko planeta Zemlje raketom nosačem Rokot/Briz-KM. Orbita mu je 1482 km u perigeju i 1509 km u apogeju. Orbitna inklinacija mu je 82,48°. Spacetrackov kataloški broj je 38733. COSPARova oznaka je 2012-041-A. Zemlju obilazi u 115,89 minuta. 
Strijela-3 su sateliti namijenjeni vojnim i vladinim komunikacijama. Bili su jednostavni sustav pohrane-ispuštanja posebice koristan u prosljeđivanju (relejno) neesencijalna prometa između Ruske Federacije i prekomorskih postaja ili snaga.
Nekoliko satelita poslano je u istoj misiji. Dio Briz-KM se odvojio tijekom misije.

## Vanjske poveznice
- N2YO.com Search Satellite Database
- Celes Trak SATCAT Format Documentation (engl.)
- Kunstman  Arhivirana inačica izvorne stranice od 12. kolovoza 2019. (Wayback Machine) Satellites in Orbit (engl.)